# Альціоній пальмоподібний
Альціоній пальмоподібний (Alcyonium palmatum) — вид м'яких коралів родини Alcyoniidae.

## Опис
Це колоніальний корал, що утворює згустки червоних м'ясистих мас пальцеподібних часток. Поверхневий шар містить багато склеритів, які утворюють кірку. Окремі поліпи білі та напівпрозорі та виступають із шкірястої поверхні під час годування, надаючи колонії пухнастий вигляд.

## Поширення і середовище проживання
Колонії зустрічаються вздовж Середземноморського та Атлантичного узбережжя північно-західної Європи від Португалії до Норвегії. Поліпи живуть колоніями, прикріпленими до гірських порід, валунів, каменів і іноді до панцирів крабів і черевоногих молюсків. Їх найбільше в місцях із сильним рухом води та де недостатньо сонячного світла для переважання водоростей. Зазвичай вони зустрічаються в субліторалі приблизно до п'ятдесяти метрів.

## Біологія
Колонії майже завжди чоловічі або жіночі, хоча зустрічається невелика кількість двостатевих колоній. Зростання колоній відбувається переважно в першій половині року, при цьому поліпи стають неактивними наприкінці літа, а основна тканина стає червонуватою або коричневою через ріст водоростей і гідроїдів на поверхні. У цей час розвиваються статеві залози, і нерест відбувається в грудні та січні.
Поліпи харчуються в різний час доби, витягнувши щупальця. Вони є суспензійними живителями, збираючи планктон з води за допомогою війок і одночасно поглинаючи кисень.